# Bundesstraße
Una Bundesstraße (literalmente: Carretera Federal) es una denominación para carreteras de grandes distancias en Alemania e históricamente en Austria.
En Alemania, las Bundestraßen (también Überlandstraßen) se categorizan junto con las Autobahn (autopistas) como Fernstraßen, la clasificación más alta para carreteras suprarregionales en este país. Se les designa con el prefijo B en contraste con A para las Autobahnen. En ausencia de señalización, el límite de velocidad de iure es de 50 km/h dentro de las zonas urbanas y 100 km/h en zonas rurales.
En Austria, el término se usó para denominar carreteras de grandes distancias a cargo del gobierno federal, entre ellas las Bundestraßen B, A (Bundesautobahnen o autopistas federales) y S (Bundesschnellstraßen o autovías). Hoy, las antiguas Bundesstraßen B se denominan Straßen mit Vorrang (lit. carreteras con prioridad) y mantienen el prefijo B. 